# Bucerdea Grânoasă (gmina)
Bucerdea Grânoasă – gmina w Rumunii, w okręgu Alba. Obejmuje miejscowości Bucerdea Grânoasă, Cornu, Pădure i Pânca. W 2011 roku liczyła 2235 mieszkańców.

## Demografia
Skład etniczny według spisu z 2011 roku:
- Rumuni – 1437 (64,30 %)
- Węgrzy – 415 (18,57 %)
- Romowie – 303 (13,56 %)
- nieokreślona przynależność – 80 (3,57 %)